# 苏州革命博物馆
苏州革命博物馆 (英語：Suzhou Revolution Museum)是一家位于苏州的博物馆。

## 历史
1993年建成开馆，2014年重修开放，位于江苏省苏州市姑苏区三香路1216号，占地面积10,000多平方米，展陈面积4,000平方米，共有三个常设展厅，包括新民主主义革命时期、社会主义革命和建设时期和改革开放和社会主义现代化建设时期以及两个临时展厅。

## 运营时间
- 周二至周日：上午九点至下午四点半
- 周一闭馆

## 交通
- 苏州轨道交通1号线西环路站